# توپ بخار

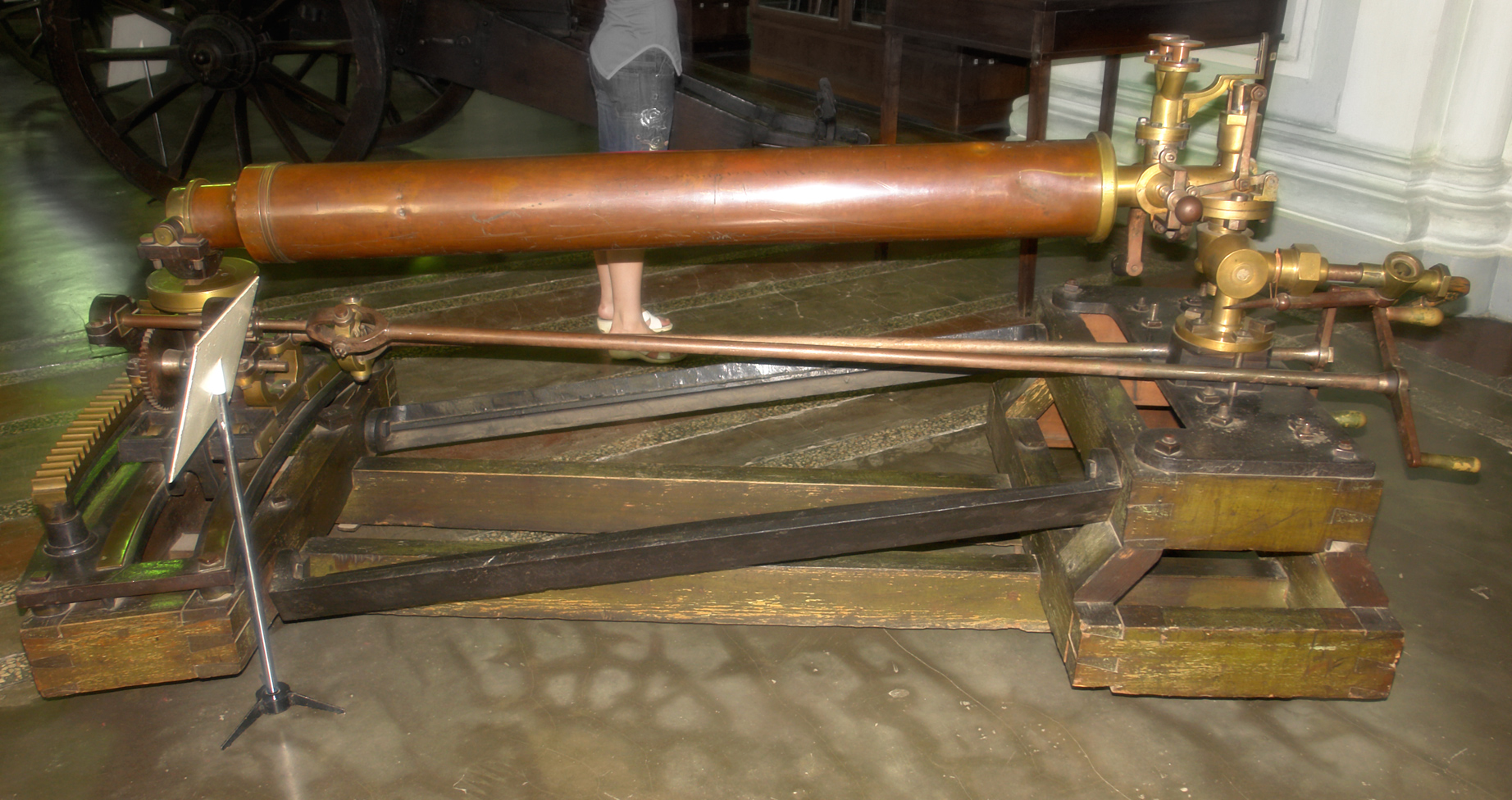
یک نمونه از توپ بخار در دوران امپراطوری روسیه

توپ بخار وسیله‌است که توسط آن گلوله‌ای تنها با قدرت بخار و آب پرتاب می‌گردد.اولین توپ بخار توسط ارشمیدس در طول محاصره شهر سیراکوزا طراحی گشت لئوناردو دا وینچی نیز دارای طراحی‌های مشابهی می‌باشد.
دستگاه می‌تواند شامل یک لوله بزرگ ترجیحاً از مس از آنجا که بهترین هدایتگر گرما است و یک کلاهک در انتهای آن باشد و در قسمت بالایی آن گلوله قرار می‌گیرد.هنگامی که لوله به دمای مناسب رسید بخار جمع شده در پشت گلوله باعث پرتاب آن می‌گردد. در تئوری داوینچی او اعتقاد داشت آب باید به سرعت تبدیل به بخار گردد تا بتواند باعث پرتاب گلوله گردد.